# Cimier (horlogerie)

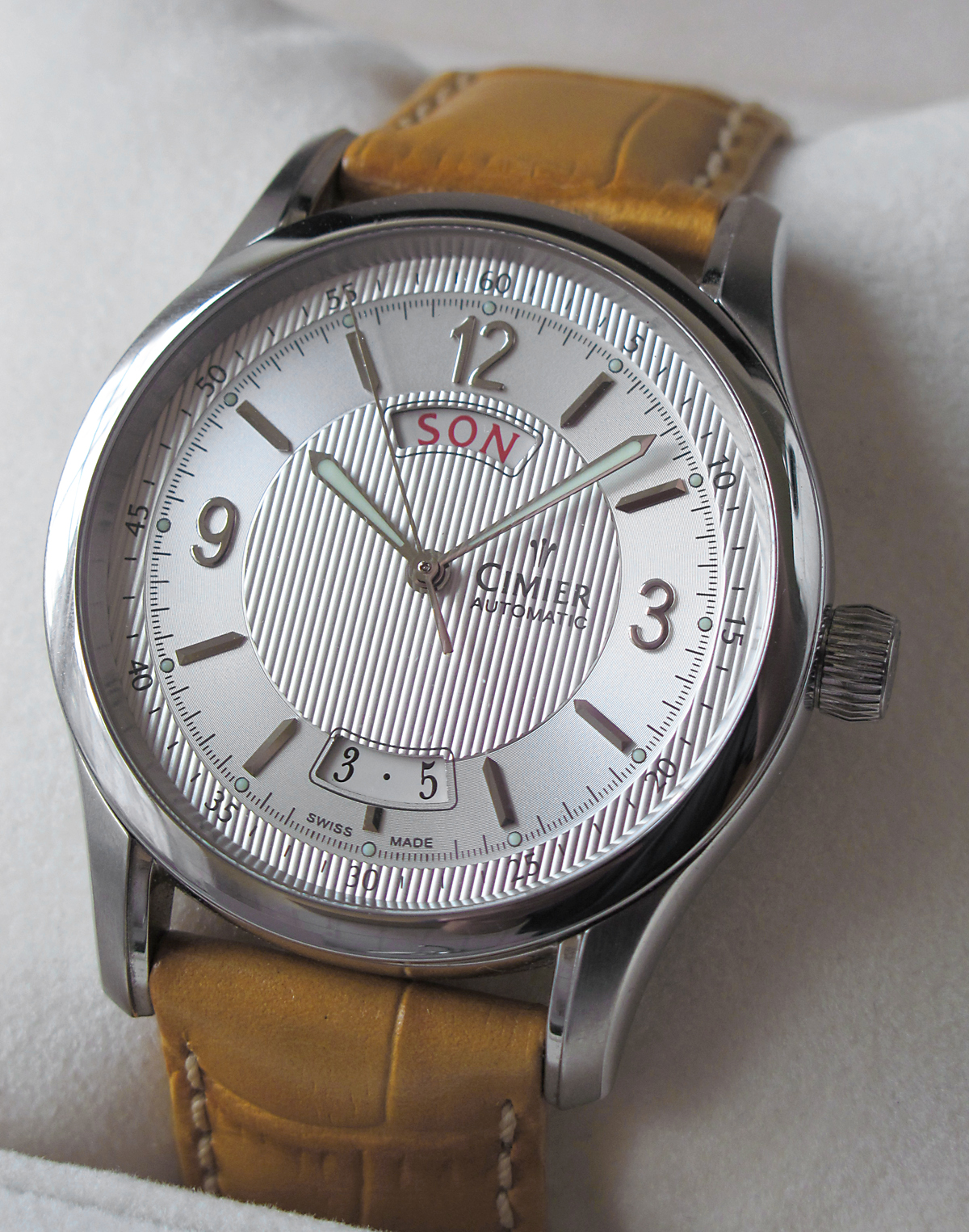
Montre Cimier Modell 1924.

Montres Cimier est un fabricant horloger suisse de Bienne, produisant des montres mécaniques et à quartz.

## Histoire
L’origine de Cimier remonte à 1924 lorsque l’horloger Joseph Lapanouse fonde l’entreprise Lapanouse SA à Hölstein et vend ses montres sous la marque « Cimier ». Il se spécialise dans la fabrication de montres à échappement à cheville de type La Prolétaire inventé par Georges-Frédéric Roskopf.
Dans les années 1950, la manufacture, entre-temps devenue Lapanouse-Cimier SA, industrialise le premier chronographe à échappement à cheville qui sera vendu à 21 millions de pièces au cours de sa durée de vie. À la fin des années 1960, la production annuelle de l’entreprise suisse atteint 1.5 million de pièces et emploie plus de 500 personnes à Bubendorf.
L’industrie horlogère connaît un déclin significatif lors de la révolution du quartz qui se traduit par une forte diminution du nombre de ventes de montre mécanique dans les années 1970. L'entreprise développe et produit alors ses propres mouvements quartz. Cependant, le nombre de pièces produits n’atteignant pas le seuil de rentabilité, la manufacture décide de fermer ses portes en 1985.

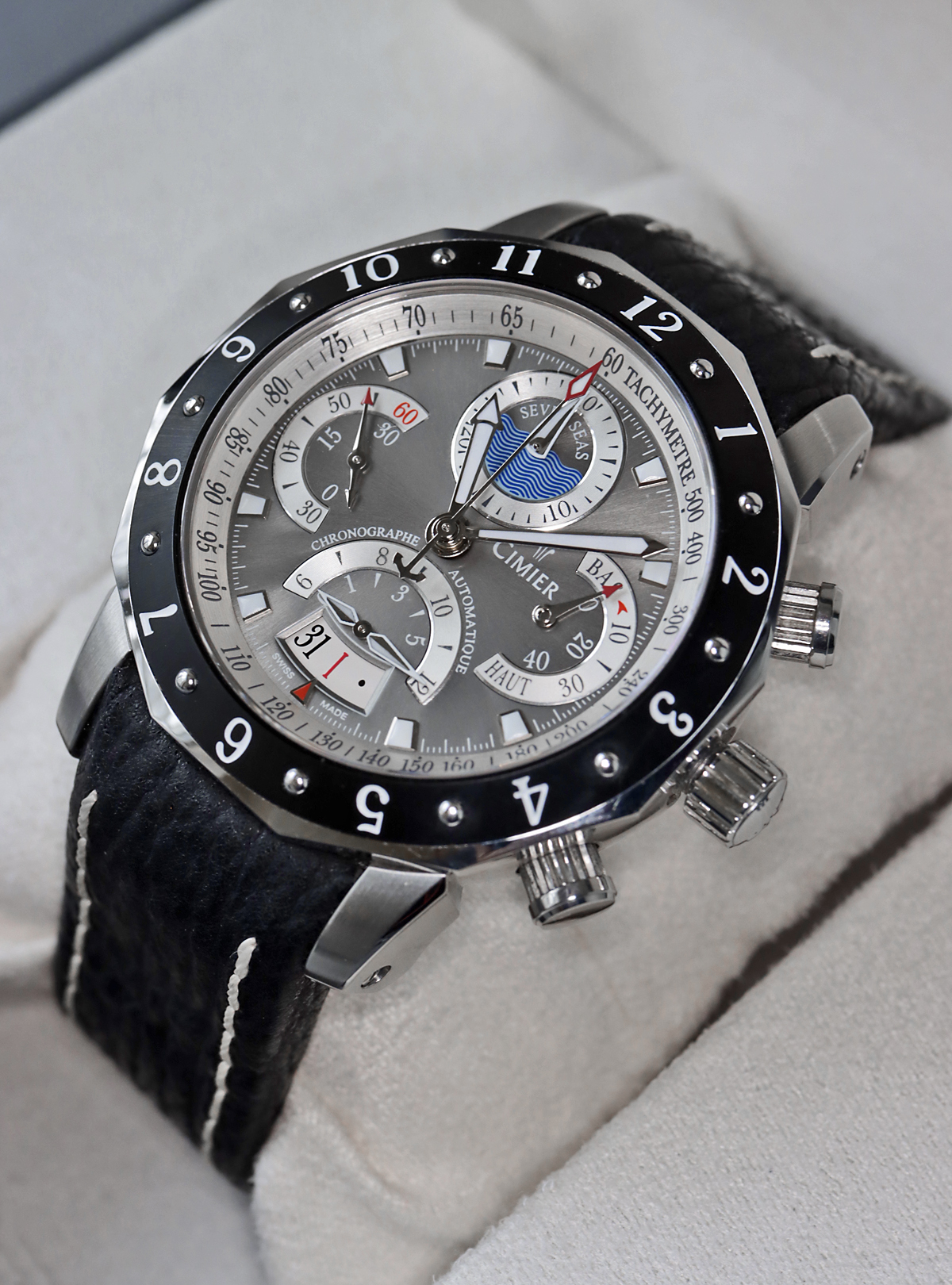
Cimier Chronographe Automatique Seven Seas Sextant

En 2003, la marque Cimier renaît à travers l’entreprise qui porte le même nom. En 2010, Cimier ouvre un atelier dans lequel les participants peuvent créer et assembler leur propre montre, la Watch Academy.